# 단양선
단양선(丹陽線)은 충청북도 단양군 매포읍에서 단양탄전 지역인 대강면 고수리(현 단양읍 고수리) 또는 가곡면 사평리를 연결하기 위하여 계획되었던 철도이다.

## 역사
1943년 12월 30일, 단양석탄공업주식회사가 도담역에서 단양군 대강면 고수리까지 8.1 km의 무연탄 수송을 위한 762 mm 협궤 철도 노선의 공사를 승인받았다. 그러나 1945년 해방이 되어 공사는 중단되었다. 전체 구간 가운데 30%가량이 부설되었었고, 특히 3개의 교각 중 270 m 구간이 건설된 뒤였다.
1940년대 말에는 삼척탄광선·영월탄광선과 함께 단양탄광선(丹陽炭鑛線)이라는 이름으로 계획되었다. 단양탄전 일대의 무연탄 매장량이 1억t으로 추정되었는데, 차량을 통한 육로 수송이 쉽지 않아 철도 부설을 꾀하게 되었다. 보도에 의하면 이 노선은 일제 강점기 말기에 기설(旣設)된 노반을 활용하는 760 mm 협궤선으로, 도담역과 가곡면 사평리를 13 km의 거리로 연결하며, 총 500 m의 터널 2개와 산지 절개가 예정된 난공사였다. 세 노선은 각각 영암선·영월선과 단양선으로 이름이 바뀌었고, 단양선은 1949년 5월에 착공하였다. 1949년 8월 당시 공사가 70%가량 진행되었고, 1950년 말까지 완공할 예정이었으나, 한국전쟁이 발발하며 공사가 중지되었다가 종전 후에도 재개되지 않았다. 이 때 건설되었던 남한강을 건너는 철도 교각 상단부는 1985년~1986년에 철거되었는데, 하단부는 강물 아래에 잠겨 있다.
1960년대에는 도담역과 가곡면 사평리를 연결하는 길이 10.6 km의 사평선(沙坪線) 계획이 등장하였다. 제1차 경제 개발 5개년 계획에 따라서 계획이 수립되었으나, 1968년에 육상 수송 수단을 철도에서 도로로 전환하는 것으로 계획의 방향이 바뀌어 결국 건설이 취소되었다.

### 연혁
- 1943년 12월 30일: 단양석탄공업주식회사에서 도담역-고수리 간 8.1 km 철도 부설 면허 취득[8]
- 1949년 5월: 도담-사평 간 13 km 단양선 착공[1][9]
- 1960년대: 도담-사평 간 10.6 km 철도 계획 추진 (일명 사평선)

## 같이 보기
- 단양탄전 - 단양군의 석탄 매장지
- 중앙선
- 단양군